# Boulevard Saucy
Le boulevard Saucy est une voie de Liège en Belgique (région wallonne). 

## Situation et accès
Cette voie plate et rectiligne d'une longueur d'environ 180 m et d'une largeur d'environ 24 m, du quartier d'Outremeuse, relie les quais de la Meuse à la place de l'Yser. La partie centrale est plantée d'une double rangée d'arbres. Le boulevard se prolonge par la passerelle Saucy qui franchit la Meuse.
Voiries adjacentes
- Place de l'Yser
- Boulevard de l'Est
- Rue Pont-Saint-Nicolas
- Chaussée des Prés
- Rue Saint-Éloi
- Rue Waltère Damery
- Passerelle Saucy
- Quai Van Beneden
- Quai de Gaulle

## Historique
À partir de 1872, le bief de Saucy, un bras de la Meuse traversant l'île d'Outremeuse, commence à être comblé par mesure de salubrité. Le boulevard est aménagé et définitivement ouvert en 1876. 

## Bâtiments remarquables et lieux de mémoire
- au no 7 : maison de maître de style éclectique à dominante néo-classique, construite en 1879 (architecte Fastré-Hennen).
- aux nos 17 (Maison Antverpia) et 27 (architecte J. Crahay) : maisons teintées d'éléments de style Art nouveau[1].
- aux nos 14/16 : athénée Maurice Destenay, imposant bâtiment de style éclectique d'inspiration néo-Renaissance française inauguré en 1883 (architecte L. Boonen)[2].
- buste de Zénobe Gramme dans une cour grillagée de l'athénée Maurice Destenay.

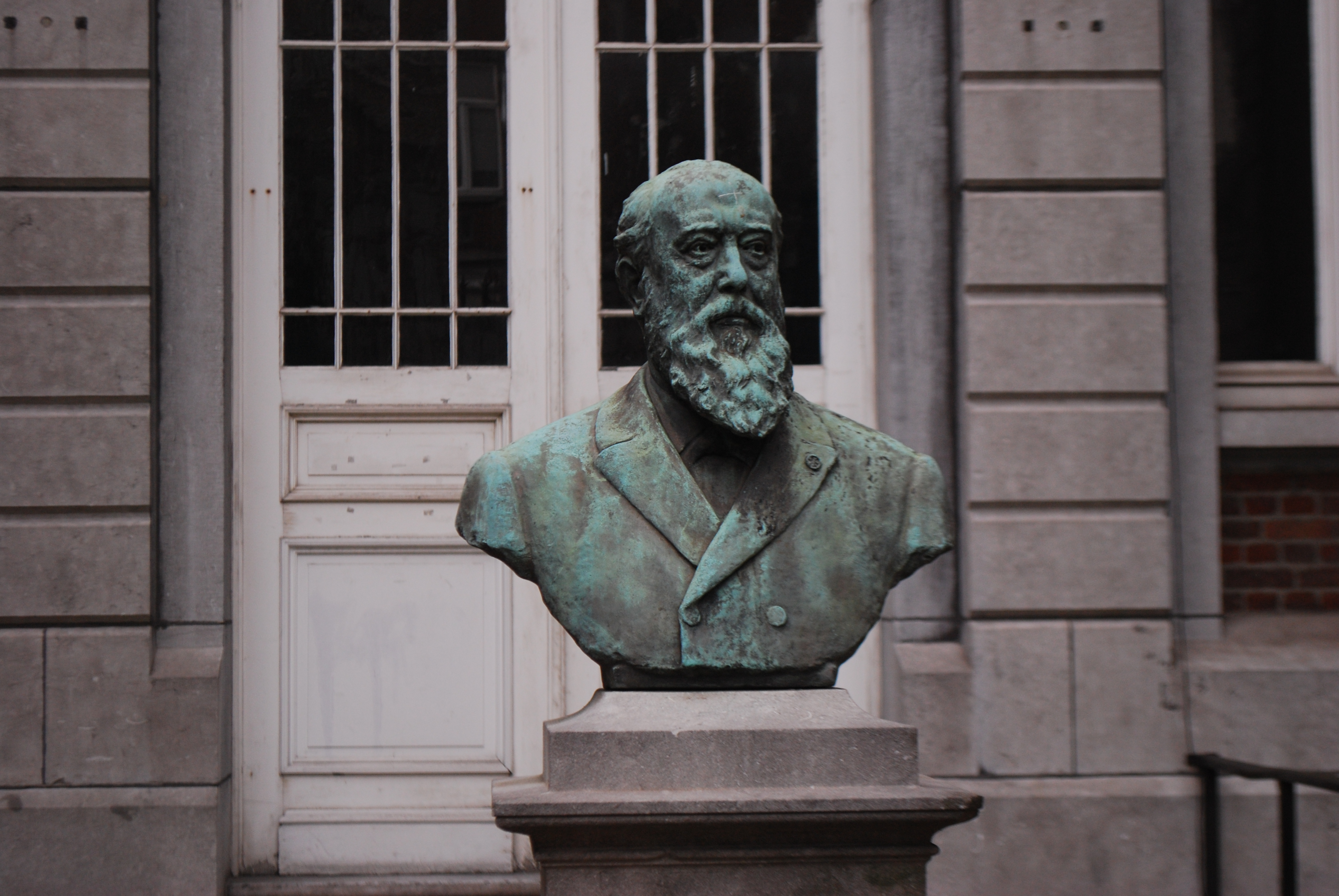
Buste de Zénobe Gramme

- L'athénée Maurice Destenay (anciennement athénée Saucy, à l'origine école industrielle où Zénobe Gramme fut étudiant).